# Uvaria kirkii
Uvaria kirkii är en kirimojaväxtart som beskrevs av Daniel Oliver och Joseph Dalton Hooker. Uvaria kirkii ingår i släktet Uvaria och familjen kirimojaväxter. IUCN kategoriserar arten globalt som nära hotad. Inga underarter finns listade i Catalogue of Life.